# La paura di Montalbano
La paura di Montalbano è il racconto di Andrea Camilleri che dà il titolo alla raccolta omonima di sei racconti dell'autore siciliano.  Il libro - terza raccolta di racconti incentrati sul celeberrimo Commissario, dopo Un mese con Montalbano e Gli arancini di Montalbano - fu pubblicato nel 2002. Gli altri racconti che compongono il libro sono i seguenti: Giorno di febbre; Ferito a morte; Un cappello pieno di pioggia; Il quarto segreto; Meglio lo scuro. Tre racconti lunghi erano, al tempo, inediti; due dei racconti brevi - Giorno di febbre e Un cappello pieno di pioggia - erano già stati pubblicati.

## Le trame

### Giorno di febbre
«Durante la nottata una botta d'influenza l'aveva assugliato di colpo come uno di quei cani che manco abbaiano e li vedi solo quando già ti hanno azzannato alla gola.»
Il commissario Montalbano quella mattina si sveglia con l'influenza e vuole misurarsi la febbre ma non riesce a trovare il termometro che, com'è noto a tutti, è uno di quegli oggetti che non si trova mai nel momento in cui serve. Alla disperata ricerca del termometro, mette sottosopra la casa, tanto che la sua domestica Adelina, entrata in casa, crede che questa sia stata visitata dai ladri.
Bisogna misurarsi la febbre ad ogni costo e perciò Montalbano decide di andare a comprare il termometro in farmacia ma, mentre se ne sta ad aspettare febbricitante il suo turno, sente esplodere due colpi di rivoltella all'esterno: un commerciante è intervenuto in uno scippo sparando sui due delinquenti in motorino che hanno strappato la borsetta ad un'anziana, ma invece di colpire loro ha colpito ad una gamba una bambina che passava. Montalbano, dimenticata l'influenza, si precipita a soccorrerla ma viene preceduto da un barbone, Lampiuni, che con ovvio professionalismo blocca l'emorragia e salva la bambina.
Arrivano i carabinieri; Montalbano se ne torna a casa, dove riceve la visita di Fazio, al quale nasconde di essere al corrente dell'accaduto. Da questi apprende che il sindaco della città intende assegnare al misterioso Lampiuni un appartamento del comune, in segno di riconoscenza per il suo tempestivo intervento. Finalmente Montalbano si rimette a letto, rinunciando per il momento al termometro.
Ma la voglia di termometro lo riassale durante la notte «perché se non se la misurava col termometro la febbre non sarebbe mai passata». Vagando di primo mattino alla ricerca di un termometro Montalbano s'imbatte in Lampiuni nei pressi della stazione ferroviaria e lo apostrofa come "dottore". Questi confessa la sua vera identità ma prega il commissario di non rivelarla. Montalbano lo rassicura ma in cambio gli chiede il favore di misurargli la febbre.

### Ferito a morte
«Tutta la colpa della nottata che stava perdendo, arramazzandosi nel letto sino a farsi quasi strangugliare dal linzolo, non era certo dovuta alla mangiata della sira avanti...» ma di quel maledetto libro che non valeva niente ma che, come sua abitudine, Montalbano si sente in dovere di leggere sino in fondo. La telefonata di Catarella dal commissariato a quel punto è una liberazione. Nel suo linguaggio "catarelliano":
(«Pronto?»
«Pronti»
«Catarè»
«Dottori»
«Che fu?»
«Spararono»
«A chi?»
«A uno»
«Morì?»
«Morse» )
l'ineffabile piantone al telefono gli annuncia l'omicidio di Gerlando Piccolo, trovato morto dalla nipote nella sua camera da letto. Il suddetto cadavere svolgeva da vivo la poco simpatica professione di usuraio e quindi gli aspiranti alla sua dipartita facevano la fila. Chi è arrivato primo?

### Un cappello pieno di pioggia
«Non c'era stato niente da fare; le aveva sperimentate tutte, ma più scuse trovava, più ostacoli metteva e più il signor Questore Bonetti-Alderighi s'incaponiva: "Non insista Montalbano. Ho deciso così. Sarà lei ad esporre all'onorevole Sottosegretario la proposta."» (A.Camilleri, op.cit. pag.103)
Questa volta Montalbano si è rovinato con le sue mani. Una mattina maledetta aveva risposto a una richiesta del suo superiore proponendo una procedura per sveltire la burocrazia relativa all'immigrazione clandestina ed ora doveva andare a Roma a conferire con il Sottosegretario, con la "esse maiuscola" come fa capire il signor Questore.
I guai per Montalbano cominciano dall'arrivo all'aeroporto di Fiumicino, la sua valigia, naturalmente, è andata perduta, il tassì rimane affogato nel fiume dell'ingorgo verso Roma e come dice il tassinaro guardando le facce stravolte al volante delle altre auto incastrate: «Roma se fa più bbella pe' er Giubbileo e noi se famo sempre più brutti».
La corsa in tassì è costata al commissario in trasferta quasi la metà del suo stipendio, l'altra metà se ne va con l'acquisto della biancheria intima necessaria per il suo soggiorno a Roma. Sta uscendo dal negozio quando si sente chiamare da Lapis un suo compagno di scuola, uno di quelli che i genitori definiscono "cattive compagnie" destinato a finire in galera. Lapis lo invita a cena a casa sua ma Montalbano non ha nessuna intenzione d'andarci: s'inventerà una scusa.
Per fortuna il Sottosegretario, con la "esse maiuscola", quel pomeriggio lo riceve subito. Montalbano se la cava in poco tempo e se ne torna in albergo convinto, come lo era del resto già da prima, che il Sottosegretario di quello che gli ha riferito non ne farà proprio niente.
Deciso a rimanere in albergo mentre su Roma si abbatte un temporale, gli arriva la telefonata inaspettata di Lapis che gli ricorda l'invito. Il commissario non può sfuggire al suo destino e sotto la pioggia che rende il suo umore sempre più "tinto" (nero) si avvia tra pozzanghere grandi come laghi, alla casa di Lapis. Durante il travagliato cammino vede abbandonato in terra un cappello che, volato dalla testa di qualche passante, si sta riempiendo di pioggia...

### Il quarto segreto
«Catarè, quello che stiamo facendo deve restare un segreto tra te e me, non lo deve sapere nessuno».
Catarella fece 'nzinga di sì con la testa e tirò su col naso. Il commissario lo taliò. Due grosse lacrime stavano calando sulla sua faccia verso la bocca. «Che fai, chiangi?» «Commozionato sono, dottori». «Perché?» «Dottori, ma vossia ci penza? Tri segreti teniamo di comune! Tri! Quanto a quelli della Madunnuzza di Fatima!» (Il quarto segreto, in La paura di Montalbano, p. 218).
Il commissario sta facendo un brutto sogno, causato da una mangiata serale a base di fave, dov'è protagonista Catarella che muore in uno scontro a fuoco, con una sceneggiatura tipo film americani di gangster, con dei delinquenti.
Montalbano non crede ai sogni premonitori ma sarà smentito dall'avventura che sta per vivere quando comincerà le sue indagini relative alla morte, che si vorrebbe far passare per disgrazia, di un clandestino albanese in un cantiere edile.
I carabinieri del maresciallo Verruso hanno già iniziato le loro indagini e Montalbano collaborerà amichevolmente con loro, ma inaspettatamente a risolvere il caso sarà l'estemporanea partecipazione di Catarella con cui il commissario condividerà ben quattro segreti...

### La paura di Montalbano
«Era vero, Livia aveva ragione. Lui aveva paura, si scantava di calarsi negli 'abissi dell'animo umano', come diceva quell'imbecille di Matteo Castellini. Aveva scanto perché sapeva benissimo che, raggiunto il fondo di uno qualsiasi di questi strapiombi, ci avrebbe immancabilmente trovato uno specchio. Che rifletteva la sua faccia.» (in A.Camilleri, op.cit)
Montalbano è in vacanza con la sua fidanzata Livia che lo ha "trascinato" in una località di montagna a casa di amici. Ma la montagna non fa per lui "omo di mare"; trovarsi in mezzo a quelli che per Montalbano sono ghiacciai himalayani gli fa sentire freddo solo a pensarci. Ma ormai la cosa è fatta e quindi quella mattina Montalbano per farsi passare il "nirbuso", dopo essersi ben coperto di maglioni vari, lascia Livia a letto e se ne va a scoprire la montagna che gli si presenta bella ma anche orrida nei suoi strapiombi ed è da uno di questi che sente un'invocazione d'aiuto...

### Meglio lo scuro
Finalmente il comune di Vigata sta mandando l'acqua per i cittadini e Montalbano potrà farsi una lunga doccia. Ancora zuppo e seminudo sente suonare alla porta: andato ad aprire gocciolando acqua, si trova di fronte la figura, imbarazzata come lui, di un "parrino" (prete).
Il sacerdote gli racconta che una moribonda ospite di un ospizio gli ha detto in confessione di aver commesso un crimine per il quale ha pagato un innocente ed ora egli è riuscito a convincerla a raccontare tutto al commissario. Montalbano si lascia persuadere; spinto più che altro dalla sua curiosità di "sbirro" va a parlare con la vecchia signora in punto di morte che a stento pronuncia queste parole: «Cristina lo volle... e io glielo diedi... ma non era veleno...».
Inizia così un'indagine personale di Montalbano che lo porta a concludere che «La verità è luce, aveva detto il parrino, o una cosa simile. Già ma una luce accussì forte non avrebbe potuto bruciare, ardere proprio quello che doveva semplicemente illuminare? Meglio lasciare lo scuro del sonno e della memoria».

## Edizioni
- La paura di Montalbano, Collezione Scrittori italiani e stranieri, Milano, Mondadori, 2002,  p. 321, ISBN 88-04-50694-6. - Collana Oscar bestsellers n.1387, Mondadori, 2003; Collana I miti, Mondadori, 2003; Collana Oscar, Mondadori, 2014.
- La paura di Montalbano, Collana La memoria n.1270, Palermo, Sellerio, 2023, ISBN 978-88-389-4494-9.